# Michael Gospodarek
Michael Gospodarek (Salisburgo, 30 novembre 1991) è un cestista polacco.

## Palmarès
- Supercoppa polacca: 1

Turów Zgorzelec: 2014